# ماقوش للتعليم
Magoosh (النطق: ‎mə’guːʃ‏) (مسرحية على الكلمة الفارسية القديمة magush ، والتي تشير إلى شخص حكيم  وهذه الكلمة تمثل أيضًا الأصل الإيراني) هي شركة تحضير للاختبار عبر الإنترنت وتدرس في الخارج ومقرها في بيركلي ، كاليفورنيا تعمل على تثقيف الطلاب من خلال دروس الصوت / الفيديو، وممارسة أسئلة الاختبار، ودعم البريد الإلكتروني عبر الإنترنت. 
توفر ماقوش مواد تحضيرية للاختبار وإسداء المشورة للامتحانات التنافسية، مثل اختبار تقييم الخريجين (GRE) وGMAT وTOEFL وSAT و ACT و LSAT وآيلتس  وتهدف إلى جعل التحضير للاختبار أكثر متعةً وبأسعار معقولة وفعالية. تمتلك الشركة أيضًا تطبيقات مجانية للهواتف المحمولة لكل من iPhone وAndroid .

## التاريخ
تأسست ماقوش في عام 2009 من قبل Hansoo Lee و Bhavin Parikh و Pejman Pour-Moezzi و Vikram Shenoy بينما كانوا طلابًا في كلية Haas للأعمال في جامعة كاليفورنيا في بيركلي. 
في شهر يونيو لعام 2009، أصدرت ماقوش للتعليم أول منتج لها وهو دورة أسئلة ممارسة الرياضيات (جيمات) مع شروحات بالفيديو.
على مدار العامين المقبلين، عندما بدأت قاعدة عملاء ماقوش في التوسع، استمر نمو منتج GMAT وفريق ماقوش. ابتعد Pejman عن العمل في عام 2010 للبحث عن فرص أخرى لكنه بقي في مجلس الإدارة. قام Hansoo و Bhavin بتوظيف اثنين من الموظفين بدوام كامل، ومعهم على متن الطائرة، قاموا بتطوير برنامج إعداد جديد لبرنامج GRE. في أغسطس 2011، أطلقت ماقوش منتجها "New GRE" لـ GRE المنقحة  ثم أعادت تسميته لاحقًا باسم «ماقوش GRE» بمجرد أن أصبحت GRE المعاد تنسيقها قياسية.
في ديسمبر 2011، قدمت ماقوش 800 حساب SAT مجاني لطلاب المدارس الثانوية من خلال شراكات مع المنظمات غير الربحية في Bay Area. في هذا الوقت أيضًا، تم تشخيص هانسو لي، المؤسس المشارك لبهافن، على حالة نادرة من سرطان الرئة لغير المدخنين واضطر إلى إخلاء نفسه من العمليات اليومية.
في مارس 2013، بعد فترة وجيزة من بلوغ ماقوش الربحية، خسر Hansoo Lee معركته مع السرطان في سن 35. أسس بهافن باريك والمؤسس المشارك السابق بجمان بور موزي، وخطيبة لي ويندي ليم، زمالة Hansoo Lee for Entrepreneurs ، التي تُستخدم كل عام لدعم طلاب ماجستير إدارة الأعمال في Haas الراغبين في متابعة مشاريعهم الخاصة بدوام كامل.
بعد وفاة هانسو، أصبح بهافين الرئيس التنفيذي والمؤسس المشارك الوحيد المتبقي لـ ماقوش. استمرت الشركة في النمو، حيث أطلقت منتجات تحضير كاملة لـ TOEFL و SAT من أواخر 2013 إلى 2014. في عام 2015، أطلقت برامج الإعدادية كاملة لامتحانات ACT ، LSAT و Praxis. وفي عام 2016، أطلقت الشركة منتج MCAT كامل. حتى الآن، يوجد لدى ماقوش حوالي 30 موظفًا في المكتب في مكاتبها في وسط مدينة بيركلي واستخدم أكثر من 1.5 مليون طالب تطبيقات ماقوش على الويب وتطبيقات الجوال للتحضير للامتحانات الموحدة.   صنفت الشركة من قبل مجلة Inc. باعتبارها واحدة من أسرع الشركات نمواً في الولايات المتحدة ومجلة Entrepreneur كواحدة من أفضل الشركات الريادية في أمريكا.  

## التعرف على
- سان فرانسيسكو بزنس تايمز رقم 21 الشركة الأسرع نمواً في منطقة الخليج (2016) [11]
- Entrepreneur 360 No. 111 Best Entrepreneurial Company في الولايات المتحدة (2016) [12]
- Inc. 500 رقم 186 شركة الأسرع نمواً في الولايات المتحدة (2016) [13]
- أفضل صاحب عمل محلي: التعليم (2016) [14]
- سان فرانسيسكو بزنس تايمز رقم 5 الشركة الأسرع نمواً في منطقة الخليج / الشركة رقم 2 الأسرع نمواً في الخليج الشرقي (2015) [15]
- شركة TINYpulse أسعد شركة في التعليم (2015، 2017) [16] [17]
- جائزة Intel Foundation Entrepreneurial (2010) [18]
- مسابقة North Bridge Venture Partners (2010) [19]
- مركز جامعة كاليفورنيا في بيركلي لريادة الأعمال والتكنولوجيا مسابقة مختبر (2009)